# Hijos de la noche
Hijos De La Noche es un EP de la banda española de power metal épico Arenia, editado originalmente el 1 de febrero de 2016 en formato únicamente digital.
Se trata de un mini-LP que recopila 4 de las canciones más representativas de su primer larga duración Cuando El Mundo Despertó, completamente regrabadas y actualizadas para la ocasión, incluyendo arreglos nuevos. Como material extra aparece Hades, una canción nueva grabada en directo en una de las semifinales del concurso FestiAmas.
Las labores de producción y grabación fueron realizadas por Nathan Cifuentes de Vendaval, mientras que para la masterización contaron con los Estudios Dynamita de Dani G. (Darksun). Santos Zaballos volvió a encargarse de nuevo de las ilustraciones.

## Listado de canciones
| N.º | Título                     | Escritor(es)           | Duración |  |
| 1.  | «Hacia El Ocaso (Intro)»   | E. Dizy                | 0:52     |  |
| 2.  | «Con Nombre De Guerra»     | E. Dizy / A. Fernández | 3:04     |  |
| 3.  | «Tempestad»                | E. Dizy                | 4:22     |  |
| 4.  | «Hijos De La Noche»        | E. Dizy                | 3:57     |  |
| 5.  | «Cuando El Mundo Despertó» | E. Dizy                | 4:25     |  |
| 6.  | «Hades (Bonus Live)»       | E. Dizy                | 3:07     |  |

## Formación
- Fran J. Santos - voz
- Eduardo Dizy - guitarra y coros
- Raquel Rodríguez - teclados
- Roberto Suárez - bajo
- Alejandro Fernández - batería

## Colaboraciones
- Nathan Cifuentes - Arreglos, programación y orquestaciones